# Cierra Runge
Cierra Runge (7 maart 1996) is een Amerikaanse zwemster. Ze vertegenwoordigde haar vaderland op de Olympische Zomerspelen 2016 in Rio de Janeiro.

## Carrière
Bij haar internationale debuut, op de Pan-Pacifische kampioenschappen zwemmen 2014 in Gold Coast, veroverde Runge de zilveren medaille op de 400 meter vrije slag. Daarnaast eindigde ze als vierde op de 1500 meter vrije slag en als achtste op de 800 meter vrije slag.
Op de wereldkampioenschappen zwemmen 2015 in Kazan werd de Amerikaanse uitgeschakeld in de series van de 400 meter vrije slag. Samen met Leah Smith, Chelsea Chenault en Shannon Vreeland zwom ze in de series van de 4x200 meter vrije slag, in de finale legde Smith samen met Missy Franklin, Katie McLaughlin en Katie Ledecky beslag op de wereldtitel. Voor haar aandeel in de series ontving Runge de gouden medaille.
Tijdens de Olympische Zomerspelen van 2016 in Rio de Janeiro zwom Runge samen met Allison Schmitt, Missy Franklin en Melanie Margalis in de series van de 4x200 meter vrije slag, in de finale sleepte Schmitt samen met Leah Smith, Madeline Dirado en Katie Ledecky de gouden medaille in de wacht. Voor haar inspanningen in de series werd Runge beloond met de gouden medaille.

## Internationale toernooien
| Jaar | Olympische Spelen                              | WK langebaan                                                        | WK kortebaan  | PanPacs                                                    | Pan-Ams       |
| ---- | ---------------------------------------------- | ------------------------------------------------------------------- | ------------- | ---------------------------------------------------------- | ------------- |
| 2014 |                                                |                                                                     | geen deelname | 400m vrije slag · 5e 800m vrije slag · 4e 1500m vrije slag |               |
| 2015 |                                                | 9e 400m vrije slag · 4x200m vrije slag · Runge zwom enkel de series |               |                                                            | geen deelname |
| 2016 | 4x200m vrije slag · Runge zwom enkel de series |                                                                     | geen deelname |                                                            |               |
| 2017 |                                                | 4x200m vrije slag · Runge zwom enkel de series                      |               |                                                            |               |
| 2018 |                                                |                                                                     | geen deelname | geen deelname                                              |               |
| 2019 |                                                | geen deelname                                                       |               |                                                            | geen deelname |

## Persoonlijke records
Langebaan
| Afstand          | Tijd     | Datum            | Plaats     |
| ---------------- | -------- | ---------------- | ---------- |
| 200m vrije slag  | 01.57,16 | 29 juni 2016     | Omaha      |
| 400m vrije slag  | 04.04,55 | 23 augustus 2014 | Gold Coast |
| 800m vrije slag  | 08.24,69 | 6 augustus 2014  | Irvine     |
| 1500m vrije slag | 16.04,48 | 24 augustus 2014 | Gold Coast |